# Almócita
Almócita este o municipalitate din provincia Almería, Andaluzia, Spania, cu o populație de 162 locuitori.